# Широкова, Ольга Александровна
О́льга Алекса́ндровна Широ́кова (12 декабря 1945 — 12 мая 2025) — советская и российская актриса, народная артистка России (2007).

## Биография
Родилась 12 декабря 1945 года.
В 1967 году окончила актёрский факультет Государственного института театрального искусства имени А. В. Луначарского, курс В. Остальского. C этого же года служила во МХАТе имени Горького. С 1995 года — ведущая актриса Московского театрального центра «Вишнёвый сад» под руководством Александра Вилькина.
14 апреля 2025 года от острой сердечной недостаточности умерла дочь, Татьяна Вилькина, российский режиссёр, сценарист и актриса. На фоне сильных переживаний у Ольги Широковой серьёзно пошатнулось здоровье. 9 мая супруг актрисы, народный артист России Александр Вилькин, вызывал ей скорую помощь, медики отметили обострение хронического заболевания лёгких, но Широкова отказалась от госпитализации. 12 мая утром ей вновь потребовалась медицинская помощь, но в стационар актриса решила не ехать, а вечером того же дня умерла.

## Фильмография
- 1969 — Строгая девушка (фильм-спектакль) — Надя
- 1972 — День за днём (10, 11, 13,15 серии) — Анка, телефонистка на коммутаторе
- 1972 — Нахлебник (фильм-спектакль) — Васька, казачок, 14 лет
- 1972 — Последние (фильм-спектакль) — Вера, дочь Ивана Коломийцева
- 1972 — Я — Робин Гуд (фильм-спектакль) — учительница
- 1973 — Село Степанчиково и его обитатели (фильм-спектакль) — Сашенька, дочь Ростанева
- 1983 — К своим! — эпизод
- 2000 — Тартюф (фильм-спектакль) — эпизод
- 2017 — Старомодная комедия (фильм-спектакль) — Любовь Васильевна

## Награды
- 1999 — Заслуженная артистка России (1 апреля 1999) — за заслуги в области искусства[4].
- 2007 — Народная артистка России (21 марта 2007) — за большие заслуги в области искусства[5].
- 2021 — Медаль ордена «За заслуги перед Отечеством» II степени (1 октября 2021) — за большой вклад в развитие отечественной культуры и искусства, многолетнюю плодотворную деятельность[6].
- лауреат премии мэрии Москвы в области литературы и искусства.

## Личная жизнь
Муж (с 1972 года) — Александр Вилькин (род. 1943), актёр, режиссёр и художественный руководитель московского театрального центра «Вишнёвый сад».
Дети:
- Антон Вилькин (род. 1969)[8], актёр театра, кино и дубляжа, проживает в Израиле.
- Татьяна Вилькина (1973—2025)[9], режиссёр и сценарист документального и короткометражного кино, в прошлом работала актрисой.